# Rue Saint-Hilaire (Colombes)
Pour les articles homonymes, voir Rue Saint-Hilaire.
La rue Saint-Hilaire est une voie de communication située dans le centre historique de Colombes, dans le département des Hauts-de-Seine en Belgique.

## Situation et accès
Cette rue est desservie par la gare de Colombes, sur la ligne de Paris-Saint-Lazare à Ermont - Eaubonne, ouverte de 1837 à 1863.

## Origine du nom

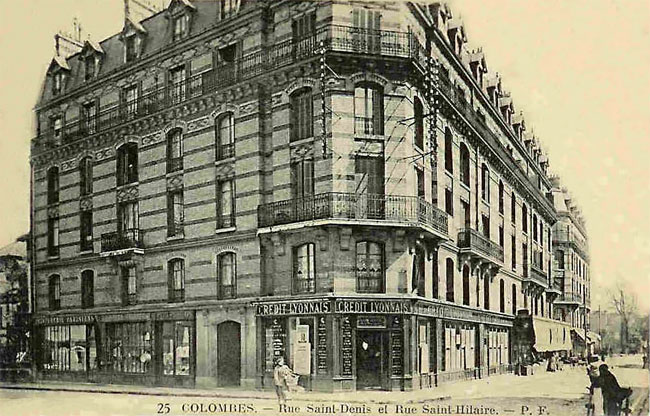
Rues St-Hilaire & St-Denis en 1910, immeuble de rapport construit par l'architecte Juste Lisch.

Le nom de cette rue provient d'une propriété appelée Boc Saint-Hilaire, sise à cet endroit. La famille Boc-Saint-Hilaire y avait acquis l’ancien domaine du marquis de Courtanvaux.

## Historique

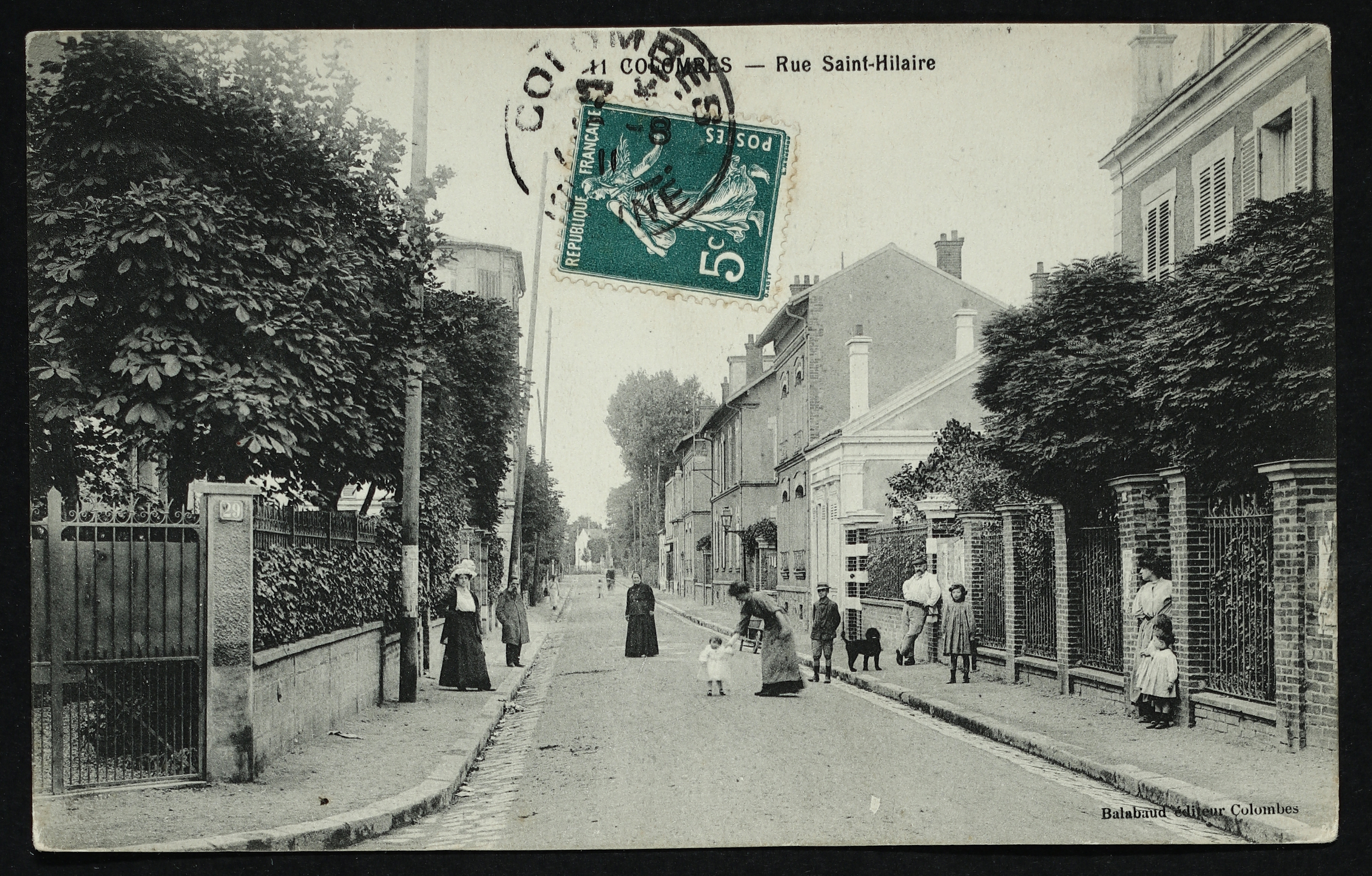
La rue Saint-Hilaire vers 1900.

Le quartier est issu d'une propriété acquise en 1747 par le marquis François-César Le Tellier de Courtanvaux, avant quoi elle aurait été un rendez-vous de chasse du roi Henri IV.
Elle s'étendait entre la rue Saint-Denis, la rue de la Concorde, le boulevard Gambetta et la rue Eugène-Turpin.
Après l'acquisition de ce terrain en 1831, Sicaire Boc Saint-Hilaire et son fils Jacques-Victor-Armand y demeurèrent dès 1835. Il fut ensuite morcelé en 1841, puis acheté par la famille Lebrun.
La rue Saint-Lazare et la rue Saint-Hilaire furent percées en 1861.
Elle fut ensuite achetée par l'architecte Ernest Janty en 1882.
En 1895, la Compagnie des chemins de fer de l’Ouest y fit construire par Juste Lisch un ensemble d’immeubles et de maisons, ce qui changea la physionomie des alentours. 

## Bâtiments remarquables et lieux de mémoire
- Gare de Colombes, inaugurée en 1851.
- Emplacement de l'ancienne tour-observatoire du marquis de Courtanvaux, qui servit de gare jusqu'en 1863, et fut détruite en 1887.